# John e Mary
John e Mary (John and Mary) è un film del 1969 diretto da Peter Yates, interpretato da Dustin Hoffman e Mia Farrow.

## Trama
John e Mary, un disegnatore e un'impiegata in una galleria d'arte, incontratisi per caso, passano la notte insieme nell'appartamento dell'uomo. La mattina al risveglio, non conoscono neppure i loro nomi, si comportano quasi come estranei e la passata esperienza amorosa e relative delusioni inducono a guardarsi con sospetto, alternando qualche banale battuta a silenzi durante i quali i loro pensieri sono di reciproca diffidenza. A poco a poco però, sia per un disco di buona musica, sia per un ottimo pranzo, essi cominciano a confidarsi ed il loro dialogo si fa più sereno e sincero. Una telefonata di Mary ad una amica, un invito ad un "party" per John, suscitano nell'uno e nell'altra un poco di gelosia e John invita la ragazza a lasciarlo. Il giovane accorgendosi che il suo pensiero è sempre per Mary, la cerca per la città affannosamente ma inutilmente. Rientrato a casa disperato, scopre che in realtà Mary non se ne era mai andata. Il film finisce con lo schiudersi di una tenera storia d'amore fra i due. 
.

## Riconoscimenti
- 1970 - Golden Globe
  - Nomination Miglior attore in un film commedia o musicale a Dustin Hoffman
  - Nomination Miglior attrice in un film commedia o musicale a Mia Farrow
  - Nomination Migliore sceneggiatura a John Mortimer
- 1970 - Premio BAFTA
  - Miglior attore protagonista a Dustin Hoffman
  - Nomination Migliore attrice protagonista a Mia Farrow